# NGC 4891
NGC 4891 is een ster in het sterrenbeeld Maagd. Het hemelobject werd op 21 april 1882 ontdekt door de Duitse astronoom Ernst Wilhelm Leberecht Tempel.